# Rhamphomyia minytus
Rhamphomyia minytus är en tvåvingeart som beskrevs av Walker 1849. Rhamphomyia minytus ingår i släktet Rhamphomyia och familjen dansflugor. Inga underarter finns listade i Catalogue of Life.